# Monacrosporium doedycoides
Monacrosporium doedycoides är en svampart som först beskrevs av Drechsler, och fick sitt nu gällande namn av R.C. Cooke & C.H. Dickinson 1965. Monacrosporium doedycoides ingår i släktet Monacrosporium och familjen vaxskålar.   Inga underarter finns listade i Catalogue of Life.